# Megan Fox
Megan Denise Fox  (Rockwood (Tennessee), 16 mei 1986) is een Amerikaanse actrice en model.

## Biografie

### Jeugdjaren
Fox is van Engelse afkomst en heeft een 12 jaar oudere zus en een 2 jaar jongere broer. Haar ouders scheidden toen Fox nog jong was en haar moeder hertrouwde. Fox en haar zus werden opgevoed door hun moeder en stiefvader. Ze vertelde een ongelukkige jeugd te hebben gehad, omdat haar ouders erg streng waren. Naar eigen zeggen had ze haar gehele jeugd huisarrest, meestal om kleine zaken. De oorzaak daarvan lag volgens de actrice bij het feit dat ze niet graag luisterde naar autoritaire personen.
Fox zocht haar toevlucht in het theater en gaf vanaf haar vijfde jaar regelmatig dansoptredens. Ze was dol op het lezen van stripboeken en bracht haar tijd graag door met tekenen. Al van jongs af aan zag ze Marilyn Monroe als haar grote voorbeeld en hoopte ze ooit net zo'n stijlicoon als zij te worden. Fox was als kind een tomboy en kon op school niet goed overweg met haar klasgenoten. Vrienden vertelden dat men dacht dat ze verwaand was en dat klasgenoten jaloers op haar waren.
Op tienjarige leeftijd verhuisde ze met haar familie naar Saint Petersburg in Florida. Daar werd ze ingeschreven bij de christelijke school Morningside Academy. Op deze school werd ze naar eigen zeggen gepest door vrouwelijke klasgenoten, omdat ze goed overweg kon met jongens. Ze vertelde dat ze als kind redelijk braaf was, maar daar kwam verandering in toen ze tegen haar zin naar een Bijbelkamp werd gestuurd. Later bezocht Fox de St. Lucie West Centennial High School. Ze vertelde dat ook daar de klasgenoten een hekel aan haar hadden en dat ze in deze periode slechts één vriendin had.
Toen ze de tienerleeftijd had bereikt, begon Fox te rebelleren tegen het gezag van haar ouders. Ze stal op veertienjarige leeftijd regelmatig de auto van haar moeder en kreeg daarom geen toestemming om op zestienjarige leeftijd examen af te leggen voor een autorijbewijs. Op school stal ze de auto's van klasgenoten om ze vervolgens te verstoppen. Ze gaf toe dat ze zelfs uit een winkelcentrum werd verbannen voor het stelen van lippenstift.  Ze nam haar opleiding niet serieus, omdat ze vastberaden was om actrice te worden en school zag als een obstakel. De actrice vertelde dat ze zich voor eigen plezier rebels opstelde.

### Vroege carrière
Fox vertelde dat ze haar eerste baan op vijftienjarige leeftijd kreeg, als promotor in kostuum van de Tropics Smoothie Cafe. Op dertienjarige leeftijd maakte ze haar opwachting als model. In 1999 won ze meerdere prijzen op de American Modeling and Talent Convention in Hilton Head Island. In 2001 volgde haar filmdebuut in Holiday in the Sun, waar ook de tweeling Mary-Kate en Ashley Olsen in speelt. Ze vertelde veel bewondering te hebben voor de zussen, omdat ze altijd beleefd waren. Over de film sprak ze echter zeer neerbuigend. Ondertussen ontmoette ze regisseur Michael Bay, die haar een figurantenrol in Bad Boys II (2003) gaf. Ze vertelde dat ze op hoge hakken in bikini moest dansen onder een waterval en op dat moment vijftien jaar oud was. Ze was vanaf dat moment vastberaden carrière te maken als actrice en stopte op zestienjarige leeftijd met school om te verhuizen naar Los Angeles. Haar moeder stond erop dat ze eerst een diploma haalde, waarna ze een speciaal examen heeft afgelegd.
Twee maanden later kreeg ze haar eerste baan. Ze werd gecast als Lindsay Lohans rivale in de tienerfilm Confessions of a Teenage Drama Queen (2004). Ze zei dat ze het meeste plezier had met de scènes waarin ze moest dansen, maar ze gaf toe dat ze niet goed overweg kon met Lohan. Dit wijt ze zelf aan het feit dat ze allebei zeventien jaar oud waren. Ze gaf toe niet dol te zijn op de film, maar legde uit dat ze ergens moest beginnen. Vervolgens kreeg Fox gastrollen in de series What I Like About You, Two and a Half Men en The Help. Daarnaast speelde ze de rivale van Kaley Cuoco in de televisiefilm Boss Girl (2004).
In de zomer van 2004 kreeg Fox de rol van de zestienjarige rebelse Sydney in de sitcom Hope & Faith. Ze verving actrice Nicole Paggi, die dezelfde rol in het seizoen 2003-2004 speelde. Aanvankelijk wilde ze er geen deel van uitmaken, omdat de opnamen plaatsvonden in New York. Desondanks deed ze auditie en kreeg ze, tot haar eigen verrassing, de rol. De rol leverde Fox veel aandacht op. Zo riep het mannentijdschrift FHM haar in 2005 uit tot een van de meest sexy vrouwen van de wereld. De serie werd in 2006 van de buis gehaald, wegens teleurstellende kijkcijfers. Fox was in totaal in 36 afleveringen te zien.

### Doorbraak

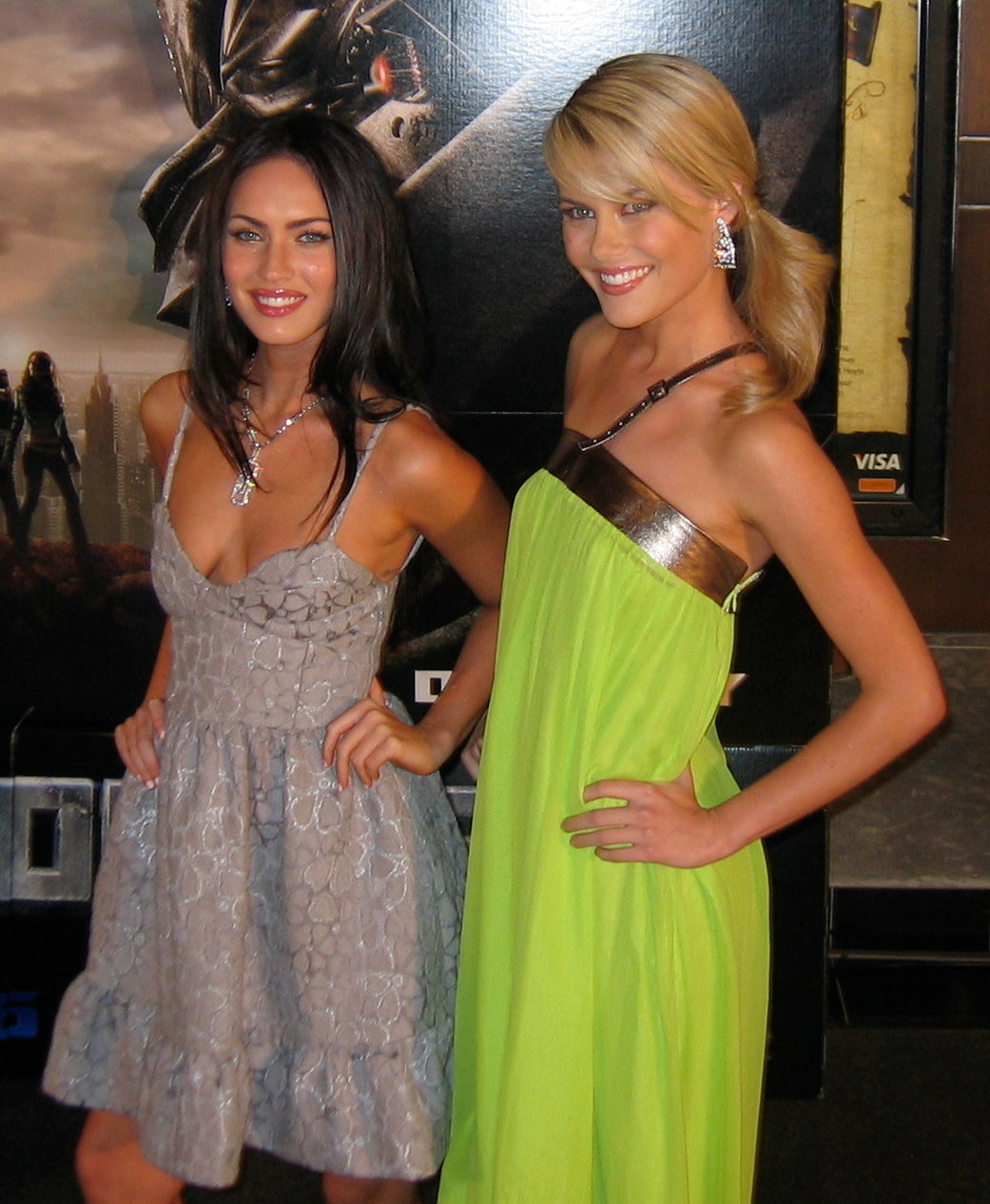
Fox (links) met collega Rachael Taylor bij een première van Transformers (2007) in juni 2007

In de zomer van 2006, vlak nadat de serie was stopgezet, werd aangekondigd dat Fox de vrouwelijke hoofdrol zou spelen in de actiefilm Transformers (2007). Erop terugkijkend sprak Fox neerbuigend over haar acteerwerk en vond ze haar prestatie daarin 'verschrikkelijk'.

### Privéleven
Fox woonde al op jonge leeftijd op zichzelf. Ze verhuisde naar Los Angeles toen ze zeventien jaar oud was. Haar moeder verhuisde tijdelijk met haar mee, maar keerde terug toen Fox genoeg geld had verdiend om voor zichzelf te zorgen. De actrice had hier geen problemen mee, omdat ze naar eigen zeggen al jarenlang volwassen genoeg was om op zichzelf te wonen en omdat ze haar moeder niet meer wilde zien.
In haar vrije tijd doet Fox graag aan schilderen. en surfen. Onder de invloed van Cartoon Network, kreeg ze op haar twaalfde grote interesse voor tekenen.
Op de set van Hope & Faith ontmoette ze Brian Austin Green. Ze toonde onmiddellijk interesse in hem, maar de twaalf jaar oudere acteur was aanvankelijk terughoudend. Ze hadden plannen om te trouwen, maar Fox zei de verloving in eerste instantie af omdat ze vond dat trouwen op 23-jarige leeftijd 'niet realistisch' is. In juni 2010 trouwden Fox en Green alsnog in het Four Seasons Hotel op Hawaï. Samen hebben ze drie zoons. In 2021 scheidden ze.

## Imago

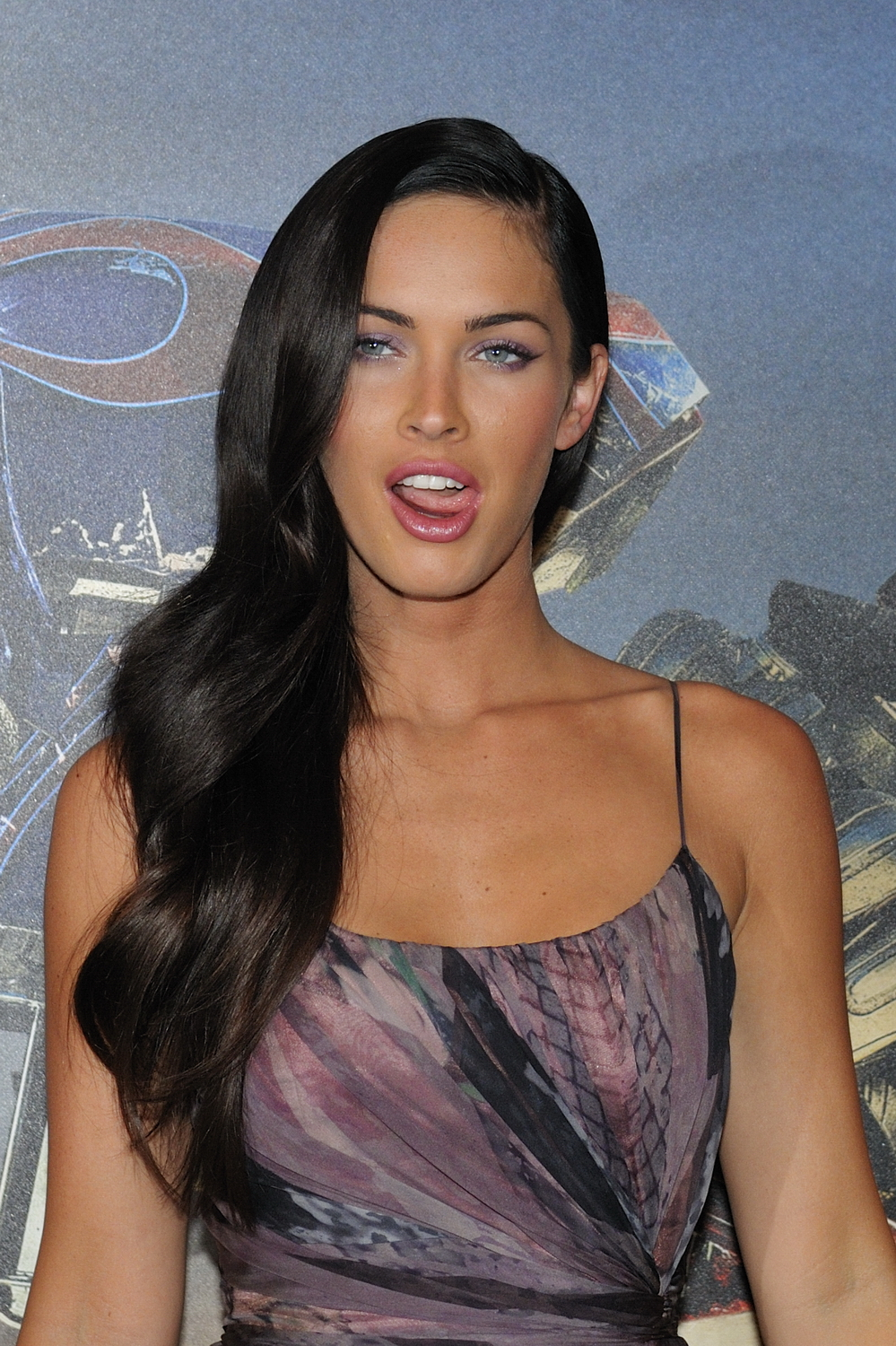
Fox bij de presentatie van Transformers in Parijs

Fox komt in de media vooral in opspraak, omdat ze geen blad voor haar mond neemt. Ze vertelt een uitgesproken persoonlijkheid te hebben en vindt het belangrijk om altijd eerlijk te blijven. Na haar rol in Transformers is ze vooral bekend geworden als sekssymbool. In interviews sprak ze regelmatig over haar eigen seksualiteit en ze drukte regelmatig uit dol te zijn op seks. Hiermee heeft ze een imago gekregen als losbandige vrouw, maar daar is naar eigen zeggen niets van waar. In een interview legde ze uit dat ze regelmatig grappen maakt tegen journalisten, maar dat zij die niet goed begrijpen en het anders interpreteren. Haar openheid over haar seksualiteit wordt volgens de actrice regelmatig verward met losbandigheid. De actrice werd al op jonge leeftijd geassocieerd met seks. Toen ze te zien was als verleidelijke danseres in de film Bad Boys II, was ze vijftien jaar oud. Ze vertelde hierover dat ze het geweldig vond en sinds haar vroege tienerjaren zo weinig mogelijk kleding aandeed.
Aanvankelijk had ze moeite met de rol als sekssymbool die haar werd toegewezen. Later vertelde ze echter dat actrices in Hollywood in bijna alle gevallen worden gezien als seksobject en dat ze dat zouden moeten gebruiken als machtsmiddel. Ze gaf echter toe dat ze niet weet hoe ze deze rol moet gebruiken, al heeft ze naar eigen zeggen geen moeite met het manipuleren van mannen.
Fox vertelde dat ze nooit spijt heeft gehad van een aantal controversiële en politiek incorrecte uitspraken die ze heeft gedaan tijdens interviews. Ze legde uit dat ze nooit zo bekend was geworden als ze dat niet had gedaan.
In 2024 kreeg ze bij de Razzies door de bijna 1200 personen uit de filmindustrie die mochten stemmen, twee prijzen toegekend; zowel Slechtste Actrice voor Johnny & Clyde en Slechtste Bijrolactrice voor Expend4bles. Volgens de organisatie is dit 'een zeldzaamheid'.

## Filmografie
- Bibsys: 9054034
- Biblioteca Nacional de España: XX4895266
- Bibliothèque nationale de France: cb16198630j (data)
- Gemeinsame Normdatei: 13939009X
- International Standard Name Identifier: 0000 0001 1472 5270
- Library of Congress Control Number: no2005087881
- Nationale Bibliotheek van Letland: 000340936
- MusicBrainz: 442b4104-1192-4dd2-ba6d-5324f87cb7a4
- Nationale Bibliotheek van Tsjechië: xx0079600
- Nationale Bibliotheek van Israël: 987007406755505171
- Nationale Bibliotheek van Polen: a1000000869945
- Nederlandse Thesaurus van Auteursnamen: 32652228X
- Système universitaire de documentation: 150878699
- Virtual International Authority File: 51427683
- WorldCat: E39PBJtxdcMVdMH7XVQjyjMHG3